# Hou van mij (Het Goede Doel)
"Hou van mij" is een nummer van de Nederlandse band Het Goede Doel. Het nummer verscheen op hun debuutalbum België uit 1982. In april 1983 werd het nummer uitgebracht als de vijfde en laatste single van het album.

## Achtergrond
"Hou van mij" is geschreven door zanger Henk Westbroek en toetsenist Henk Temming en geproduceerd door Robin Freeman. Het nummer wordt gezongen vanuit het oogpunt van een man die verliefd is op een goede vriendin, maar zij wil niets weten van een relatie. Volgens Temming is er vaak geprobeerd om het nummer, dat een lengte heeft van bijna zes minuten, in te korten, maar in zijn optiek is dat "gelukkig nooit gebeurd".
"Hou van mij" werd regelmatig gedraaid op Hilversum 1 en Hilversum 3. In de destijds drie hitlijsten op de nationale publieke popzender Hilversum 3, werd het een bescheiden hit; de plaat bereikte de 29e positie in de Nederlandse Top 40, de 20e positie in de Nationale Hitparade en de 31e positie in de TROS Top 50. In de Europese hitlijst op Hilversum 3, de TROS Europarade, werd géén notering behaald.
In België werden zowel de voorloper van de Vlaamse Ultratop 50 als de Vlaamse Radio 2 Top 30 niet bereikt.
Ter promotie van de single werd het door de band gespeeld tijdens het televisieprogramma AVRO's Toppop met AVRO Hilversum 3 dj en presentator Ad Visser. Dit optreden werd op 3 april 1983 uitgezonden.
Vanwege de regel "Elke keer als je mij een briefkaart stuurt, staat er onder 'van je allerliefste zus'" werd gedacht dat het een nummer over incest zou zijn.

## Hitnoteringen

### Nederlandse Top 40
| Hitnotering: 16-04-1983 t/m 07-05-1983 | Hitnotering: 16-04-1983 t/m 07-05-1983 | Hitnotering: 16-04-1983 t/m 07-05-1983 | Hitnotering: 16-04-1983 t/m 07-05-1983 | Hitnotering: 16-04-1983 t/m 07-05-1983 | Hitnotering: 16-04-1983 t/m 07-05-1983 |
| Week                                   | 1                                      | 2                                      | 3                                      | 4                                      |                                        |
| -------------------------------------- | -------------------------------------- | -------------------------------------- | -------------------------------------- | -------------------------------------- | -------------------------------------- |
| Positie                                | 36                                     | 31                                     | 29                                     | 40                                     | uit                                    |

### Nationale Hitparade
| Hitnotering: 16-04-1983 t/m 21-05-1983 | Hitnotering: 16-04-1983 t/m 21-05-1983 | Hitnotering: 16-04-1983 t/m 21-05-1983 | Hitnotering: 16-04-1983 t/m 21-05-1983 | Hitnotering: 16-04-1983 t/m 21-05-1983 | Hitnotering: 16-04-1983 t/m 21-05-1983 | Hitnotering: 16-04-1983 t/m 21-05-1983 | Hitnotering: 16-04-1983 t/m 21-05-1983 |
| Week                                   | 1                                      | 2                                      | 3                                      | 4                                      | 5                                      | 6                                      |                                        |
| -------------------------------------- | -------------------------------------- | -------------------------------------- | -------------------------------------- | -------------------------------------- | -------------------------------------- | -------------------------------------- | -------------------------------------- |
| Positie                                | 42                                     | 20                                     | 23                                     | 36                                     | 47                                     | 47                                     | uit                                    |

### TROS Top 50
Hitnotering: 07-04-1983 t/m 21-04-1983. Hoogste notering: #31 (1 week).

### NPO Radio 2 Top 2000
| Nummer met noteringen in de NPO Radio 2 Top 2000 | '00 | '01  | '02  | '03  | '04  | '05  | '06  | '07  | '08  | '09  | '10  | '11  | '12  | '13  | '14  | '15 | '16  | '17  |
| ------------------------------------------------ | --- | ---- | ---- | ---- | ---- | ---- | ---- | ---- | ---- | ---- | ---- | ---- | ---- | ---- | ---- | --- | ---- | ---- |
| Hou van mij                                      | 629 | 1034 | 1030 | 1291 | 1253 | 1270 | 1395 | 1805 | 1384 | 1553 | 1403 | 1491 | 1528 | 1649 | 1779 | -   | 1753 | 1991 |

1. ↑  Een '-' betekent dat het nummer niet was genoteerd en een vetgedrukt getal geeft de hoogste notering aan.
2. ↑  2000 was het eerste jaar met een notering voor dit nummer.
3. ↑  Deze tabel is bijgewerkt tot en met de laatste editie (2024).